# Thoracolophotos ekeikei
Thoracolophotos ekeikei är en fjärilsart som beskrevs av Bethune-Baker 1906. Thoracolophotos ekeikei ingår i släktet Thoracolophotos och familjen nattflyn. Inga underarter finns listade i Catalogue of Life.